# Pedro da Fonseca (filósofo)
Pedro da Fonseca (Proença-a-Nova, 1528 – Lisboa, 4 de novembro de 1599) foi um padre, filósofo e teólogo jesuíta português. Foi conhecido na sua época como o "Aristóteles Português". Era um mestre em grego e árabe, cuja erudição lhe facultava uma linha de ideias próprias em relação a temas desenvolvidos por Tomás de Aquino e Aristóteles.
Suas obras principais foram nas áreas da lógica e metafísica. Estudou nas universidades de Coimbra e Évora, tendo sido professor na Universidade de Évora. Depois de 1580 tornou-se assistente do General da Ordem, Visitador da Província e Superior da Casa Profesional. Ele também foi membro do comité estabelecido pelo rei Filipe II de Espanha para reformar Portugal. Pertenceu à segunda escolástica e à chamada Escola de Salamanca.

## Biografia
Nasceu em Proença-a-Nova em 1528, e ingressou na Companhia de Jesus em Coimbra, em 1548. Inicia os estudos em 1551, em Évora, onde estuda teologia entre 1552 e 1555. Doutora-se na cidade de Évora em 1570 (acto a que assistiram El-Rei D. Sebastião, o Cardeal D. Henrique e o Príncipe D. Duarte). Nos anos de 1552 e 1553 lecciona filosofia na Universidade de Évora. A partir de 1555, torna-se professor de filosofia no Colégio das Artes de Coimbra; foi entre estas duas cidades que exerceu a sua actividade lectiva.
O seu percurso é marcado pelo exercício de funções administrativas na Companhia de Jesus, obrigações que o levam a deslocar-se a Roma como delegado geral da província portuguesa da ordem entre 1572 e 1582, ano em que regressa a Portugal. De Roma, trouxe uma relíquia do Santo Lenho a qual doou à Santa Casa da Misericórdia de Lisboa, em 1588. Fundou ainda importantes obras enquanto Propósito da Casa de São Roque e como Visitador da Província de Portugal da Companhia de Jesus. A Igreja de São Roque de Lisboa, onde se encontra sepultado, deve-lhe o seu adorno e o seu tesouro. Voltaria a Roma em 1592, mas veio a falecer em Lisboa, em 1599.

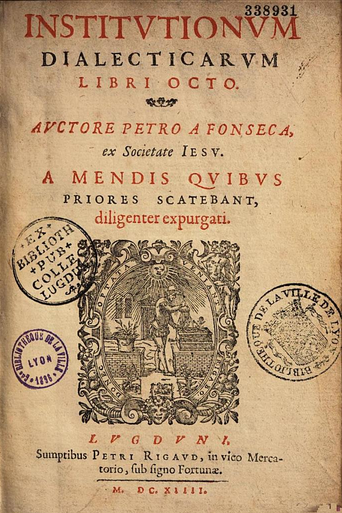
Institutionum dialecticarum libri octo, 1614

O seu legado escrito é marcado pela profusão de obras de carácter filosófico, muito provavelmente produzidas no âmbito do ensino. De acordo com o professor de filosofia e historiador da filosofia Paulo Margutti, sobretudo no Brasil, o pensamento de Fonseca influenciou a exegese especializante característica da universidade.

## Obras
- Instituições dialécticas, Institutionum dialecticarum libri octo (Lisboa, 1564)
- Comentários à metafísica de Aristóteles, Commentarii in libros Metaphysicorum Aristotelis, com várias edições (I, Roma, 1577), (II, Roma, 1589), (III, Colónia, 1604), (IV, Lyon, 1612), (I-IV, Colónia, 1615). (1589)
- Isagoge Philosophica (Lisboa, 1591)